# Warm Showers
 (juin 2021).
 (juin 2021).
La mise en forme du texte ne suit pas les recommandations de Wikipédia : il faut le « wikifier ».
Les points d'amélioration suivants sont les cas les plus fréquents. Le détail des points à revoir est peut-être précisé sur la page de discussion.
- Les titres sont pré-formatés par le logiciel. Ils ne sont ni en capitales, ni en gras.
- Le texte ne doit pas être écrit en capitales (les noms de famille non plus), ni en gras, ni en italique, ni en « petit »…
- Le gras n'est utilisé que pour surligner le titre de l'article dans l'introduction, une seule fois.
- L'italique est rarement utilisé : mots en langue étrangère, titres d'œuvres, noms de bateaux, etc.
- Les citations ne sont pas en italique mais en corps de texte normal. Elles sont entourées par des guillemets français : « et ».
- Les listes à puces sont à éviter, des paragraphes rédigés étant largement préférés. Les tableaux sont à réserver à la présentation de données structurées (résultats, etc.).
- Les appels de note de bas de page (petits chiffres en exposant, introduits par l'outil «  Source ») sont à placer entre la fin de phrase et le point final[comme ça].
- Les liens internes (vers d'autres articles de Wikipédia) sont à choisir avec parcimonie. Créez des liens vers des articles approfondissant le sujet. Les termes génériques sans rapport avec le sujet sont à éviter, ainsi que les répétitions de liens vers un même terme.
- Les liens externes sont à placer uniquement dans une section « Liens externes », à la fin de l'article. Ces liens sont à choisir avec parcimonie suivant les règles définies. Si un lien sert de source à l'article, son insertion dans le texte est à faire par les notes de bas de page.
- La présentation des références doit suivre les conventions bibliographiques. Il est recommandé d'utiliser les modèles {{Ouvrage}}, {{Chapitre}}, {{Article}}, {{Lien web}} et/ou {{Bibliographie}}. Le mode d'édition visuel peut mettre en forme automatiquement les références.
- Insérer une infobox (cadre d'informations à droite) n'est pas obligatoire pour parachever la mise en page.

Pour une aide détaillée, merci de consulter Aide:Wikification.
Si vous pensez que ces points ont été résolus, vous pouvez retirer ce bandeau et améliorer la mise en forme d'un autre article.
Warm Showers (WS) est un service d'échange d'hospitalité à but non lucratif destiné aux personnes pratiquant le cyclotourisme.

## Fonctionnement
La plateforme est basée sur l'économie de don. Les hôtes ne sont pas censés faire payer l'hébergement et ne sont pas liés,,,,,. La plateforme est accessible via une application mobile, payante depuis 2020, et un site web basé sur le logiciel Drupal, dont l'accès aux nouveaux membres est également payant. La société est une organisation à but non lucratif 501(c)(3), dont le siège est situé à Boulder (Colorado) aux États-Unis.

## Histoire
C'est en 1976 que le cycliste John Mosley, place une annonce dans U.S. magazine Bike World et incite 800 cyclistes à s'inscrire à une liste d'hospitalité qui perdurera jusqu'en 1996. 
En 1993, Terry Zmrhal et Geoff Cashmen, fondent Warm Showers qui recense les membres d'organisations d'accueil de cyclistes préexistantes. 
En 1996, Roger Gravel devient le responsable de la plateforme en créant le site web https://www.warmshowers.org/  récoltant noms et contacts dans un fichier texte envoyé aux demandeurs.
Une décennie plus tard, en 2005, Roger Gravel cède le nom de domaine à Randy Fay qui y place la base de données existante.
Le 15 novembre 2009, la plateforme passe en logiciel libre. Elle a eu 15 contributeurs et 7 versions depuis lors.
Le 22 janvier 2012, l'application mobile pour Android est disponible et le sera le 7 octobre 2012 sur IOS. Leur accès, tout comme l'inscription sur le site, est payant depuis 2020.

## Statistiques sur les membres
| Date       | Membres                                           | Note   |
| ---------- | ------------------------------------------------- | ------ |
| Avril 2009 | 7 500 membres                                     | [ 14 ] |
| Aout 2014  | 50 000 membres                                    | [ 15 ] |
| Avril 2017 | 89 000; dont 39 000 hôtes                         | [ 3 ]  |
| Avril 2018 | 85 000 membres                                    | [ 2 ]  |
| Avril 2021 | 161 000 membres; dont 104 000 hôtes dans 161 pays | [ 16 ] |